# Biblioteca Nacional Central de Florència
La Biblioteca Nacional Central de Florència, oficialment i en italià Biblioteca Nazionale Centrale di Firenze és un biblioteca pública nacional i una de les dues biblioteques centrals d'Itàlia, juntament amb la Biblioteca Nacional Central de Roma. Es troba a Florència.

## Història
La biblioteca va ser fundada el 1714 quan Antonio Magliabecchi, un famós erudit italià, va llegar la seva col·lecció completa de llibres, que abasta aproximadament 30.000 volums, a la ciutat de Florència. Des de 1743 cal que una còpia de cada obra publicada a la Toscana se cedeixi a la biblioteca. Originalment coneguda com  la Magliabechiana , la biblioteca es va obrir al públic el 1747. Les seves propietats es combinen amb les de la Biblioteca Palatina, el 1861, i el 1885, la biblioteca va ser rebatejada com la Biblioteca Nacional Central de Florència, o BNCF. Des de 1870, la biblioteca ha recollit les còpies de totes les publicacions italianes. Des de 1935, les col·leccions són allotjades en un edifici dissenyat per César Bazzaniu i Vincenzo Mazzei, situat al llarg del riu Arno de Santa Creu. Abans d'això, es trobaven en diverses sales que actualment pertanyen a la Galeria dels Uffizi.
El Sistema Nacional de Biblioteques (SBN), situat al BNCF, és responsable de l'automatització dels serveis de biblioteca i de la indexació de les explotacions nacionals.
El seu fons bibliogràfic consta de més de cinc milions de volums, entre manuscrits, incunables, mapes, partitures musicals i documents autògrafs.

Una gran inundació del riu Arno el 1966 va danyar gairebé un terç dels fons de la biblioteca, especialment, les seves publicacions periòdiques i col·leccions Magliabechi i Palatina. El Centre de Restauració es va establir posteriorment, al qual s'atribueix la recuperació de molts objectes de valor incalculable. No obstant això, encara queda molta feina per fer, i alguns articles s'han perdut definitivament.